# Hypochlorosis florinda
Hypochlorosis florinda är en fjärilsart som beskrevs av Smith 1896. Hypochlorosis florinda ingår i släktet Hypochlorosis och familjen juvelvingar. Inga underarter finns listade i Catalogue of Life.